# El Cacao (Panamá Oeste)
El Cacao es un corregimiento del distrito de Capira en la provincia de Panamá Oeste, República de Panamá. La localidad tiene 4.951 habitantes (2010).